# Sainte-Ursule de la Sorbonne
Sainte-Ursule de la Sorbonne är ett kapell i Paris, invigt åt den heliga Ursula. Kapellet tillhör komplexet vid Sorbonne och är beläget vid Rue de la Sorbonne i Paris femte arrondissement. Kapellet ritades av Jacques Lemercier.
Kardinal Richelieu, som hade studerat vid Sorbonne från 1606 till 1607, bekostade kapellet och är begravd där. Gravmonumentet utfördes av François Girardon.

### Webbkällor
- ”Chapelle Sainte-Ursule de la Sorbonne”. Observatoire du Patrimoine Religieux. https://recensement.patrimoine-religieux.fr/eglises_edifices/75-Paris/75105-ParisVArrdt/174172-ChapelleSainte-UrsuledelaSorbonne. Läst 22 juli 2024.
- ”La chapelle de la Sorbonne”. 1900larnouveau.com. http://paris1900.lartnouveau.com/paris05/la_sorbonne/chapelle_de_la_sorbonne.htm. Läst 22 juli 2024.